# Ferdinando Tacca
Pour les articles homonymes, voir Tacca (homonymie).

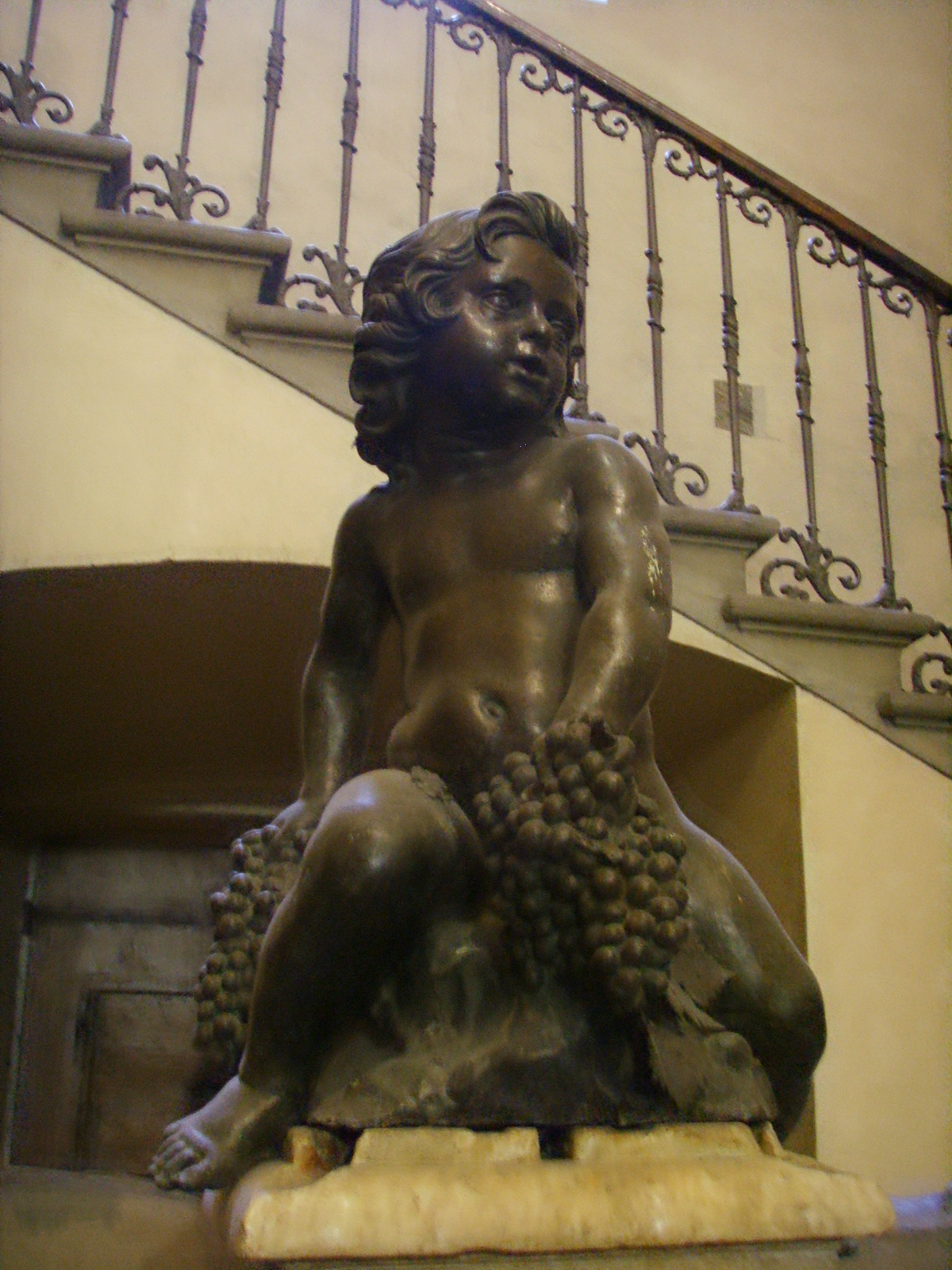
Fontana del bacchino, l'original dans l'entrée de l'hôtel de ville à Prato.

Ferdinando Tacca (Florence, 1619 - 1686)  est un sculpteur italien baroque de l'école florentine, le fils de  Pietro Tacca, qui outre sa formation de base, s'occupa toute sa vie de nombreuses formes d'art connexes : architecture, projets de scénographie, de machineries et d'organisation de fêtes de cour.

## Biographie
Vers  1640 il assiste son père, architecte de cour des grands-ducs de Toscane, qui  travaille pour Ferdinand II de Médicis et Cosme II de Médicis, ainsi pour les statues cossales en bronze doré de la chapelle des Princes de San Lorenzo à Florence.
Comme son père il travaille beaucoup le bronze à l'atelier de sculpture et à la fonderie de Borgo Pinti, pour les Médicis et pour d'autres commanditaires, pour de grandes compositions équestres, mais aussi pour des pièces plus petites. 
À partir des années 1650, l'intérêt des Médicis pour la sculpture ayant décliné, sa carrière  s'oriente presque exclusivement vers les réalisations de théâtre et autres d'œuvres architecturales. À la  demande du cardinal Giovan Carlo de Médicis, il  dessine et met en œuvre le premier théâtre florentin, le Teatro della Pergola, alors construit en bois. Pour cela il a visité Bologne, Ferrare, Venise, Vicenze, Parme,  Piacenza, Mantoue, Modène et d'autres villes pourvues d'un théâtre.
Il restructure pour les Bartolommei, l'intérieur de l'église Saint Stefano al Ponte (près du Ponte Vecchio) et participe aux travaux du majestueux presbytère, orné d'un double ordre corinthien en pietra serena et exécute le grand bas-relief du Martyre de saint Étienne.
Pour la visite à Florence d'Anne de Médicis, sur ses instructions est construit un carrousel avec des machineries d'Alfonso Parigi.
En 1656, les Médicis le nomme ingénieur pour leurs festivités et les cérémonies religieuses et plus tard pour des bâtiments et des fortifications.
Le 18 juin 1658, il construit des décors et des machineries de théâtre pour la fête théâtrale en trois parties sur un livret de Giovanni Andrea Moniglia (1624-1700), La presa d'Argo egli amori di Linceo con Ipermestra, commanditée par cardinal Jean de Médicis et donnée pour la naissance du fils du roi Philippe IV d'Espagne, Felipe Próspero,  à Florence, au Teatro dell'Accademia degli Immobili (théâtre de la Pergola).
Le 12 juillet 1661, il établit les décors de la Festa teatrale, pour Ercole in Tebe représenté au Teatro della Pergola pour le mariage de Cosme III de Médicis et de Marguerite-Louise d'Orléans, et imagine un gigantesque automate pour le ballet d'Atlas, typique du genre Art colossal.

## Œuvres
- Cristo crocifisso (1662), bronze, argent et ébène, 119 cm × 45 cm,  crucifix 38 cm × 33 cm, musée diocésien de  Massa
- Cristo crocifisso, au dôme de Prato
- Crocifisso bronzeo  (1644), église San Vigilio, Sienne
- Teatro alla Pergola (1656), Florence
- Agrandissement et embellissement à la  Villa Medicea dell'Ambrogiana, Montelupo Fiorentino, autour de 1657
- Fontana del Bacchino (1659-1665), copie sur la piazza comunale de Prato
- Deux putti au Getty Center de Los Angeles
- Sculpture du dôme de Pietrasanta
- Tabernacle de l'église San Giovanni Battista  à Livourne
- Bronzetti du Museo Amedeo Lia de La Spezia
- Apollon et Daphné, bronze de 49 cm x 42 cm, don de Le Nôtre à Louis XIV en 1693, au musée du Louvre de Paris depuis 1968
- National Gallery of Art, collection de bronzes renaissance Robert H. Smith :
  - Hercule supportant les cieux (1640-1650), bronze de 89 cm,
  - Cavalier tuant un taureau (1650),
  - Tarquin et Lucrèce,
  - Pan et Diane
- Bronzes au MET de New York :
  - Enfant debout (~1665)
  - Le suicide de Didon, reine de Carthage (1640-1660)